# Cyphopterum incertum
Cyphopterum incertum är en insektsart som beskrevs av Lindberg 1962. Cyphopterum incertum ingår i släktet Cyphopterum och familjen Flatidae.
Artens utbredningsområde är Frankrike. Inga underarter finns listade i Catalogue of Life.